# Saé Saboua
Saé Saboua ou Sayé Saboua est une localité et une commune rurale du Niger, département de Guidan-Roumdji, région de Maradi.

## Géographie
La localité de Saé Saboua est située à 86 km à l'ouest du chef-lieu départemental Guidan-Roumdji.
|        | Chadakori  | Sarkin Haoussa |
| Tibiri | Saé Saboua | Tchadoua       |
|        | Djirataoua |                |

## Histoire
La commune rurale de Saé Saboua instaurée en 2002, est issue du canton de Saé Saboua.

## Population
Lors du recensement général de 2012, la population communale est relevée à 99 638 habitants, dont 3 155 habitants pour la localité chef-lieu communal.

## Localités
La commune s'étend sur 93 villages, 18 hameaux et 11 camps à l'est du département de Guidan-Roumdji.

## Services et infrastructures
- Centre de Santé Intégré (CSI) à Saé Saboua, Guidan Kané Katsinawa et Yondoto Almou[5].
- Collège d'enseignement général (CEG) à Saé Saboua.
- Centre de formation des métiers (CFM) à Saé Saboua.